# Procladius karahutoensis
Procladius karahutoensis är en tvåvingeart som beskrevs av Tokunaga 1940. Procladius karahutoensis ingår i släktet Procladius och familjen fjädermyggor. Inga underarter finns listade i Catalogue of Life.